# Proteu
|  | Per a altres significats, vegeu «Proteu (satèl·lit)». |

Proteu, (grec antic: Πρωτεύς) d'acord amb la mitologia grega, fou un déu marí, fill d'Oceà i de Tetis (però també se'l fa fill de Posidó).
La seua personalitat presenta molts punts foscos, ja que es tracta d'una divinitat molt antiga, reminiscència dels cultes preolímpics.
Acostumava a viure a l'illa de Faros, a Egipte, no gaire lluny de la desembocadura del Nil. S'encarregava de fer pasturar els ramats de foques i altres animals marins que tenia Posidó.
Com totes les divinitats de les aigües, tenia el do de metamorfosar-se en les formes que desitjava, no només podia ser un animal, sinó també un element, com el foc o l'aigua. Feia servir aquest poder quan volia escapolir-se dels qui li feien preguntes, ja que tenia també el do de la profecia. Es negava a informar als mortals que l'interrogaven.
Menelau el va anar a consultar, per consell de la deessa marina Idòtea, filla de Proteu. El déu anava canviant de forma, transformant-se en lleó, en serp, en pantera, en un senglar enorme, en aigua i en arbre. Menelau no es va deixar enganyar, i Proteu, vençut, li va dir l'oracle.
Aquesta versió la segueix Virgili al quart llibre de les Geòrgiques, en l'episodi d'Aristeu, encara que l'escena no tingui lloc a Faros sinó a Pal·lene.
El 1972, l'escriptor i poeta argentí Jorge Luis Borges va publicar al recull El Oro de los tigres un bell sonet intitulat Proteu:
Proteu:
| Antes que los remeros de Odiseo fatigaran el mar color de vino las inasibles formas adivino de aquel dios cuyo nombre fue Proteo. Pastor de los rebaños de los mares y poseedor del don de profecía, prefería ocultar lo que sabía y entretejer oráculos dispares. Urgido por las gentes asumía la forma de un león o de una hoguera o de árbol que da sombra a la ribera o de agua que en el agua se perdía. De Proteo el egipcio no te asombres, tú, que eres uno y eres muchos hombres. | Abans que els remers de l'Odisseu no fatiguessin la mar color de vi, les formes incomprehensibles endevín d'aquell déu que va nòmer Proteu. Pastor dels ramats de les mars i posseïdor del do de la profecia, s'estimava més amagar el que sabia i entreteixir oracles dispars. I, atabalat per la gent, prenia la forma d'un lleó o d'un fogueró, o d'un arbre que ombrejava la riba, o bé la forma de l'aigua que en l'aigua es perdia. De Proteu l'egipci no t'astoris, tu, que ets un home i alhora molts homes. |